# Методы финансового контроля
Методы финансового контроля — приёмы исследования учётной документации и получения фактических данных, применяемые работниками контрольно-ревизионных органов и служб с целью выявления доказательной информации. Между различными методами финансового контроля нет чётких границ, многие из них находятся во взаимосвязи, включают элементы других методов. Во многих случаях достоверное установление фактов возможно лишь с помощью комплексного использования целого ряда методов.
При этом выбор методов контроля, применяемых в том или ином случае, зависит от полномочий контрольно-ревизионного органа или службы. Например, аудитор в ходе проверки может применять только документальные методы; в ходе налоговой проверки могут проверяться только те документы, которые касаются начисления и перечисления в бюджет налогов. Наиболее широкие полномочия, как правило, реализуются при вышестоящем или внутрихозяйственном контроле, так как полномочия служб внутреннего контроля ограничиваются только локальными нормативными актами.
При выявлении злоупотреблений наиболее эффективен такой подход, когда первоначально контролёры самостоятельно или с привлечением специалистов изучают небольшое количество заранее отобранных документов (в соответствии с данными оперативной информации). Если будет установлено, что нарушение нашло отражение в данных учёта, то назначается документальная ревизия (проверка).

## Методы документальной проверки

### Исследование отдельного документа

#### Формальная проверка документа
Формальная проверка — это внешний осмотр первичного учётного документа с целью анализа соблюдения установленной формы и сопоставления его реквизитов. Выявленные документы с нарушениями правил оформления:
- без необходимых реквизитов,
- неустановленной формы,
- подписанные неустановленными лицами -

 — подвергаются проверке по существу отражённых в них хозяйственных операций и в зависимости от результатов признаются подлинными или подложными .
Признаками злоумышленных действий по преодолению защитных функций первичного документа могут, в частности, являться:
- отсутствие необходимых реквизитов (в особенности, подписей, печатей, штампов);
- наличие излишних реквизитов (в том числе посторонних записей и пометок);
- противоречия между реквизитами одного и того же документа (например, различие в названии организации в тексте договора и в печати на нём);
- логические противоречия между содержанием документа и общепринятыми представлениями (например:
  - закупка грибов и ягод у граждан весной,
  - очистка крыш и вывоз снега летом,
  - выдача премии в воскресенье,
  - оплата проживания в гостинице лицу, командированному в сельскую местность,
  - инвентаризация склада, при которой снятие остатков 500 наименований товара осуществлено за два часа рабочего времени.)
- «слишком аккуратные» документы, то есть не соответствующие реальной обстановке их составления (например, ведомость на выдачу горюче-смазочных материалов для автотранспорта, якобы составлявшаяся непосредственно во время и в месте заправки автомобилей, чистая и непомятая; в особенности если аналогичные ведомости за другие дни выглядят весьма потрёпано).
- подчистки, затирки и другие неоговорённые исправления.

Признаки с первого по пятый могут говорить о том, что сведения о хозяйственных операциях, содержащиеся в проверенных документах, не соответствуют действительности (заведомо ложные). Такая операция в действительности не происходила (безденежные или бестоварные документы) или происходила не так, как показано в документе (интеллектуальный подлог). Пятый и шестой признак могут говорить о том, что документы сфальсифицированы, то есть содержат материальный подлог.

#### Нормативная проверка документа
Нормативная проверка — это проверка содержания хозяйственной операции с точки зрения соответствия действующим на момент составления законодательным актам, нормативам, правилам, инструкциям. Путём нормативной проверки выявляются незаконные или неправомерные операции. 
(Приведём примеры:
- завышение норм расхода стройматериалов при ремонте,
- завышение размера суточных при командировке,
- несоответствие между набором продуктов и выходом готового блюда,
- списание смазочных масел в килограммах в то время, как заправка осуществлялась в литрах,
- нарушение правил списания естественной убыли,
- неправильный расчёт выплаты по больничному листу

и многое другое).

#### Арифметическая проверка документа
Арифметическая проверка — пересчёт результатов всех подсчётов в документе, как по определению тех или иных показателей, так и при выведении итоговой суммы. С помощью арифметической проверки может быть выявлен как интеллектуальный подлог (заведомо неверные подсчёты), так и материальный (дописки штрихов и цифр в документе).

### Исследование взаимосвязанных документов

#### Встречная проверка
Встречная проверка — сопоставление разных экземпляров (разных отрывных частей) одного документа:
- в одной организации (например, накладная на выдачу материалов со склада в производство у начальника склада и у начальника цеха),
- в разных организациях (например, накладная на передачу готовой продукции у продавца и у покупателя или чек об оплате проживания в гостинице в бухгалтерии организации, командировавшей работника, и в самой гостинице),
- в организации и у частного лица (например, приходный кассовый ордер на приём членского взноса в организации и квитанция к нему у лица, внёсшего взнос)

#### Метод взаимного контроля
Взаимный контроль — сопоставление различных документов (не только бухгалтерских), прямо или косвенно отображающих проверяемую хозяйственную операцию. (Приведём примеры:
- сопоставление ведомостей по оплате труда с документами, являющимися основаниями для расчётов (личными делами сотрудников, табелями учёта рабочего времени, путевыми листами и т. п.),
- сопоставление данных о движении имущества с данными о выходе транспорта, о движении через контрольно-пропускные пункты, о наличии и движении соответствующей тары,
- сопоставление бухгалтерских документов с документами оперативного учёта — складскими, производственными, лабораторными,
- сопоставление подписей одного лица в различных документах.)

### Исследование однородных документов

#### Контрольное сличение
Контрольное сличение — пересчёт движения товара за определённый период на основании первичных учётных документов и сравнение с данными инвентаризационных ведомостей на начало и конец этого периода. При этом, помимо неверных арифметических подсчётов, может быть выявлено:
- превышение расхода какого-либо товара над приходом,
- расход товара, которого не было в приходе,
- остаток товара, которого не было в приходе.

#### Обратная калькуляция
Обратная калькуляция — контрольный пересчёт готовых изделий в сырьё. На основании документов об изготовлении и реализации продукции того или иного вида определяется общее количество сырья, материалов, комплектующих, расходного инструмента, использованного для изготовления этих изделий. Полученные расчётные результаты сравниваются с тем, что списано в расход. При этом можно выявить расхождения, говорящие об излишнем списании материалов либо о занижении объёмов производства (например, на изготовление 100 дверей пошло 400 дверных ручек). Сложным в реализации, но весьма эффективным приёмом является в некоторых случаях обратная калькуляция по расходу электроэнергии.

#### Хронологический анализ
Хронологический анализ — восстановление данных об остатках товарно-материальных ценностей в месте их хранения (торговли) на каждый день. Хронологический анализ позволяет выявить:
- «отрицательный» остаток товарно-материальных ценностей на складе в какой-либо день,
- отсутствие движения товара, пользующегося спросом (может говорить о фиктивности остатка),
- необъяснимые с точки зрения нормального хозяйственного оборота скачки и спады реализации товара в какие-либо дни (например, перед инвентаризацией или ввиду окончания налогового периода)
- отсутствие логичных временных закономерностей в реализации определённых видов товара (например, роста выручки проката лодок в воскресенье; прохладительных напитков — в жару; одежды — по сезонам и т. п.).

#### Сравнительный анализ
Сравнительный анализ — сопоставление документов, отображающих аналогичные операции. Сравнительный анализ позволяет выявить отклонения единичного документа, необъяснимые нормальным хозяйственным процессом. (Приведём примеры:
- различия в оформлении однородных документов, якобы выписанных в одной организации,
- различия в характере упаковки однородного товара, якобы приобретённого в одном месте,
- различие в среднем весе стандартных пачек (ящиков) товара.)

Разумеется, сами по себе такие отличия не несут в себе признаков нарушения. Однако они являются сигналом для ревизора о том, что вероятность выявления злоупотребления при исследовании «особенной» операции существенно выше. Такие операции подвергают другим методам контроля, например встречной проверке.

### Проверка бухгалтерского учёта

#### Проверка принятия документа к учёту
Проверка принятия документа к учёту — анализ контировки первичного учётного документа, то есть формирования на его основании бухгалтерской проводки. Бухгалтерские проводки могут быть правильными, неправильными и бездокументными.
Бухгалтерская проводка может оказаться неправильной по следующим основаниям:
- не соответствует документу по сумме,
- не соответствует содержанию хозяйственной операции (запись произведена в ненадлежащие счета бухгалтерского учёта).

Причиной неправильной бухгалтерской проводки может быть:
- разовая техническая ошибка,
- некомпетентность бухгалтера,
- заведомо подложная запись.

При грамотно организованном бухгалтерском учёте на предприятии любая разовая техническая ошибка будет обнаружена в самой бухгалтерии при подведении ежемесячных (ежеквартальных) итогов путём проверки соблюдения контрольных равенств (см. далее). Факт необнаружения такой ошибки может говорить о запущенности бухгалтерского учёта, неработающей системе внутреннего бухгалтерского контроля.
Неправильные бухгалтерские проводки, объясняемые некомпетентностью и заведомо подложные, могут быть разграничены методом аналогий. Необходимо определить, всегда ли в подобных случаях ошибка повторяется. Если всегда, то это может быть следствием добросовестного заблуждения бухгалтера (что однако не освобождает его от ответственности). Если такое нарушение представляет собой нарушение из общего правила, то это явный признак злого умысла. (Например, выявлено, что бухгалтер начисляет алименты на содержание своего несовершеннолетнего ребёнка не со своей начисленной заработной платы, а за счёт издержек производства. Имеет смысл поинтересоваться, как он начисляет алименты других работников предприятия — по такой же схеме или в соответствии с законодательством.)
Бездокументная проводка может объясняться следующими причинами:
- подлог,
- утеря первичного документа.

Такая операция проверяется по другим документам (документы оперативного учёта, отчёты материально-ответственных лиц) и на основании анализа делается вывод о том, являются ли сведения о хозяйственной операции полноценными.

#### Проверка аналитического учёта
Проверка аналитического учёта — анализ полноты информации, содержащейся в регистрах (книгах, карточках) аналитического учёта. При этом могут быть выявлены следующие нарушения:
- отсутствие аналитического учёта по отдельным счетам и субсчетам (например:
  - заведены карточки учёта основного средства «Компьютер», без указания комплектности, что может спровоцировать присвоение недобросовестным материально-ответственным лицом отдельных устройств и комплектующих,
  - по счёту «расчёты с поставщиками и подрядчиками» отдельные аналитические счета заведены лишь на крупных поставщиков, а на мелких заведён единый аналитический счёт «расчёты с прочими поставщиками»; в итоге такого нарушения может теряться информация о просроченной дебиторской задолженности — в том числе и намеренно).
- недостаточно подробный аналитический учёт (например:
  - заведён аналитический счёт «сухофрукты», без разделения по видам сухофруктов; при этом с продуктового склада в столовую для приготовления компота могут выдаваться сушёные яблоки, а списываться, скажем, курага, гораздо более дорогая, 
  - заведён аналитический счёт «стулья разные»; при этом недобросовестным работником снабжения могут закупаться в торговой сети кожаные кресла, а на склад поступят колченогие табуретки в том же количестве.)

#### Проверка соблюдения контрольных равенств
Контрольные равенства — основные закономерности системы бухгалтерского учёта, обусловленные тем, что сумма каждой проводки отражается один раз в дебете какого-либо счёта и один раз в кредите какого-либо счёта.
1. Равенство итоговых оборотов по дебету и кредиту по всем счетам главной книги. Это равенство нарушается в результате следующих ошибок:
  - сумма какой-либо операции отражена только в одном счёте,
  - сумма записана дважды, но оба раза по дебету (по кредиту),
  - сумма записана по дебету и по кредиту, но в разных цифровых значениях.
2. Суммарный остаток по дебету всех счетов главной книги равен суммарному остатку по кредиту всех счетов главной книги — равенство позволяет выявить ошибки в подсчёте итогов по счетам при правильных проводках.
3. Суммарные обороты по дебету (кредиту) главной книги (см. пункт 1) должны соответствовать итогу по хронологическому журналу. Это равенство нарушается в следующих случаях:
  - проводка вообще не записана в главную книгу,
  - проводка занесена по дебету и по кредиту в одинаковой неверной сумме.
4. Равенство остатка по каждому синтетическому счёту сумме остатков по входящим в него аналитическим счетам. Данное равенство позволяет выявить запись, сделанную в ненадлежащие счета аналитического учёта (например, «основные средства» вместо «материалы»; «расчёты с поставщиками» вместо «расчёты с покупателями»).

Искусственное сохранение контрольных равенств:
- неправильный подсчёт итогов,
- дополнительные необоснованные записи в регистры учёта

может объясняться намерением работника бухгалтерского аппарата замаскировать следы ошибок либо неправомерных действий и, таким образом, имеет важное значение с точки зрения доказательства недобросовестности либо злого умысла такого работника.

## Методы фактической проверки

### Инвентаризация
Инвентаризация — проверка наличия имущества организации и состояния её финансовых обязательств на определённую дату путём сличения фактических данных с данными бухгалтерского учёта. Это основной способ фактического контроля за сохранностью имущественных ценностей и средств.
Также в рамках финансового контроля возможны и другие приёмы проверки наличия товарно-материальных ценностей в различных ситуациях. Одним из таких методов является, например, контрольное взвешивание партии груза и сравнение фактических данных с накладной (как по ввозимому сырью, так и по вывозимой продукции). Попутно возможно проведение качественного анализа груза в партии.

### Контрольные операции

#### Контрольная закупка
Контрольная закупка (в практике правоохранительных органов также — проверочная закупка) — это мнимая сделка купли — продажи между организацией розничной торговли или обслуживания и физическим лицом с целью проверки соблюдения правил торговли. Контрольная закупка позволяет выявить:
- обман потребителя (обвес, обсчёт, недовложение, замена товара на товар более низкого качества — в общем случае, любое действие продавца, результатом которого явилось то обстоятельство, что потребитель заплатил за товар (услугу) сумму, превышающую его реальную цену),
- обман государства путём невыдачи кассового чека (таким образом искажается информация о выручке торгового предприятия, необходимая для правильного исчисления налогов).

Контрольную закупку целесообразно проводить в присутствии двух свидетелей. Это позволяет сделать информацию о нарушениях доказательной, чтобы можно было применить к продавцу меры ответственности. Как вариант, возможно проведение закупки группой из трёх лиц, стоящих в очереди друг за другом. Это позволяет каждому из троих контролёров одновременно быть свидетелями для двух остальных, а также устанавливает систематичность нарушений. После того, как последний из контролёров совершит свою покупку, группа предъявляет продавцу свои полномочия и в присутствии представителя администрации магазина организует пересчёт купленного товара (при необходимости, взвешивание на контрольных весах).
Вариант контрольной закупки для предприятий общественного питания — контрольное взвешивание готового блюда.

#### Контрольный обмер
Контрольный обмер — установление фактического объёма строительно-монтажных или ремонтных работ, качества и количества фактически использованных материалов. Контрольный обмер проводится визуально, путём инструментальных измерений и с помощью расчётных методов.

#### Контрольный запуск сырья в производство
Контрольный запуск сырья в производство — это установление фактических характеристик выпуска продукции на конкретном оборудовании. В результате контрольного запуска может быть установлено:
- фактический расход сырья и материалов, количество и качество готовой продукции, количество отходов,
- реальная производительность оборудования по объёму выпуска, по времени, по энергоёмкости,
- соответствие действующих на предприятии нормативов списания сырья и материалов.

Контрольный запуск сырья в производство организуется:
- из того же сырья,
- на том же оборудовании
- в том же порядке.

В зависимости от технологии производства, более эффективным может быть выпуск контрольной партии продукции . В этом случае нормируется не количество сырья (материалов), а выход готовой продукции. С помощью контрольного запуска может проверяться не только отсутствие излишнего списания сырья (материалов) и полнота объёма оприходования продукции, но и её качественные показатели. (Например, на молочной ферме с помощью контрольной дойки коров может быть выявлено расхождение как по надою, так и по жирности молока.)
Также с целью проверки возможности осуществления конкретной операции определённым работником, можно предложить ему выполнить такую операцию под наблюдением комиссии. При этом можно выявить:
- отсутствие навыков такой работы у данного лица,
- невозможность достижения данным лицом определённого качества или скорости работы.

### Получение дополнительной информации

#### Получение объяснений
Получение объяснений — это получение ответов на возникшие вопросы у работников предприятия (в устной или письменной форме):
- у ответственных лиц, совершавших хозяйственную операцию и подписавших соответствующие документы,
- у лиц, участвовавших в операции, но не имеющих отношения к оформлению документов (грузчики, водители, повара и т. д.).

#### Получение справок других организаций
Справки других организаций  подразумевают ответы на запросы, касающиеся установления доброкачественности первичных учётных документов проверяемой организации. (Можно, например, получить подтверждение:
- того, что данный магазин не реализует товары определённого вида,
- того, что данное учреждение в какое-либо время было закрыто на ремонт; либо не работает по выходным,
- того, что данное транспортное предприятие имеет только легковые такси, услуг перевозки грузов не оказывает,
- того, что лицо, указанное в трудовом договоре, не проживает по указанному адресу

и многого другого.)